# 浦口醇二
浦口 醇二（うらぐち じゅんじ、1943年 - ）は、日本の都市計画家。地域プランナー。株式会社かいアソシエイツを主宰、芝浦工業大学非常勤講師、東京芸術大学非常勤講師で専門はまちづくり、地域環境計画。東京都生まれ。

## 経歴
- 1970年、芝浦工業大学工学部建築学科卒業。
- 1977年、ペンシルベニア大学大学院地域学造園学科卒業。

## 主な作品と業績
- 要害通りせせらぎ遊歩道、埼玉県蕨市（彩の国さいたま景観賞受賞　1989手づくり郷土賞生活の中にいきる水辺）1988年
- 中山道ふれあい広場　埼玉県蕨市（1997手づくり郷土賞、彩の国さいたま景観賞市町村推薦景観事例選）1996年
- 盛岡市都市景観調査と景観対策	1981年
- わらびコミュニティパーク計画	埼玉県蕨市	1983年
- 蕨市市民会館前広場整備	1989年
- 蕨市歴史的文化軸まちづくり計画	1991年-1991年
- 長崎市都市景観調査	1986年
- 塚越コミュニティ道路　埼玉県蕨市（1994手づくり郷土賞ふるさとの文化を育む街角の広場）1993年
- みどりによる生物生息環境計画　東京都新宿区　1995年